# Bruno Basto
Pour les articles homonymes, voir Basto.
Miguel Leite Bruno Basto est un joueur de football portugais, né le 21 mai 1978 à Lisbonne (Portugal). Il évolue au poste de défenseur.

## Biographie
Ce joueur, gaucher exclusif, est reconnu pour avoir une endurance et un moral d'acier. À l'inverse, son positionnement et son sens tactique laissent parfois à désirer. Ayant commencé sa carrière en D2 portugaise au FC Alverca, il ne lui faudra attendre que deux ans avant de rejoindre le grand Benfica Lisbonne. 
Même si son séjour là-bas fut honnête, c'est en France que le joueur jouera le plus. En effet, ses passages successifs au FCGB et à l'ASSE ne représenteront pas moins de 123 matchs (FCGB=115 & ASSE=8) mais, a contrario, c'est le seul championnat où il ne marquera pas. Ce séjour français sera néanmoins entrecoupé d'une petite ballade hollandaise au non moins grand Feyenoord Rotterdam.
Le joueur compte 36 matchs de Coupe UEFA, tous joué sous les couleurs bordelaises et néerlandaises, à l’exception d'un match joué avec le CD Nacional.

## Palmarès
- Vainqueur de la Coupe de la Ligue en 2002 avec les Girondins de Bordeaux

## Statistiques
- 1er match en Ligue 1 : 29/07/00, Bordeaux (1-1) Metz
- Bilan en Ligue 1 : 123 matchs, 0 but
- Bilan en Ligue des champions : 3 matchs, 0 but
- Bilan en Coupe de l'UEFA : 36 matchs, 0 but